# Saint-Samson (Mayenne)
Saint-Samson foi uma comuna francesa na região administrativa da Pays de la Loire, no departamento de Mayenne. Estendia-se por uma área de 13,49 km². Em 2010 a comuna tinha 427 habitantes (densidade: 31,7 hab./km²).
Em 1 de janeiro de 2016, passou a formar parte da nova comuna de Pré-en-Pail-Saint-Samson.